# Obede-Edom

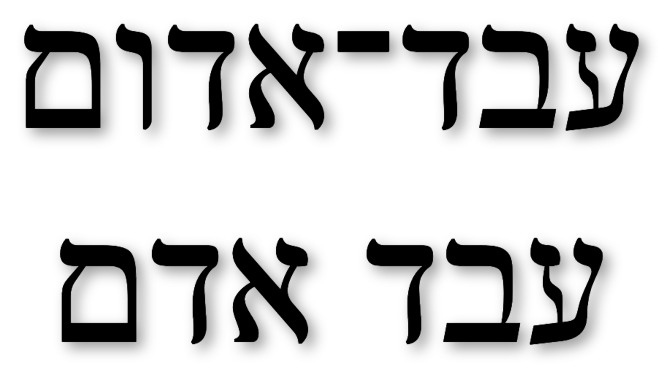
Obed-edom em Hebraico

Obede-Edom era um homem geteu (Gate-Hefer, Gate-Rimom; provavelmente não pode ser Gate filisteia pois era levita), em cuja casa foi guardada a Arca da Aliança. Ele teve oito filhos, e vários netos.
Depois que Davi conquistou Jerusalém, ele decidiu trazer a Arca da Aliança para a nova capital, pois até então ela estava na casa de Abinadabe, em Quiriate-Jearim.
Durante o transporte da arca, os bois que puxavam o carro tropeçaram, a arca ameaçou cair, e Uzá estendeu a mão para sustentar a arca, morrendo na mesma hora. Davi, então, ficou com medo de Deus, e não trouxe a arca para a cidade de Davi, mas deixou-a na casa de Obede-Edom, onde ficou por três meses, trazendo bênção para ele e sua casa.
Foi durante o transporte da Arca da Aliança da casa de Obede-Edom para a cidade de Davi, na festa para comemoração, que Davi dançou e tocou, e foi desprezado por Mical, sua esposa e filha de Saul.
Obede Edom se tornou guarda do Templo [I Crônicas 15:21; 16:38]. Também foi Levita por pouco tempo quando a Arca da Aliança voltou à Jerusalém. [I Crônicas 16:5]. 

## Funções no Templo
Obede-Edom é mencionado em 1 Crônicas como um levita que desempenhou várias funções no serviço do templo. Ele foi porteiro e músico, participando ativamente nas atividades litúrgicas. 

## Descendência
De acordo com 1 Crônicas 26:4-8, Obede-Edom teve oito filhos, que, juntamente com seus descendentes, foram homens valentes e capazes, totalizando sessenta e dois. Eles foram designados para funções de guarda nas portas do templo devido à sua força e fidelidade. 

## Significado do Nome
O nome Obede-Edom combina as palavras hebraicas "obed", que significa "servo" ou "trabalhador", e "Edom", que pode referir-se a Esaú, irmão de Jacó, ou à cor vermelha. Assim, o nome pode ser interpretado como "servo de Edom" ou "servo do Vermelho". 